# 露西號

露西號的飛行路線
露西號·
太陽·
地球·
小行星52246·
小行星3548·
小行星21900·
小行星617

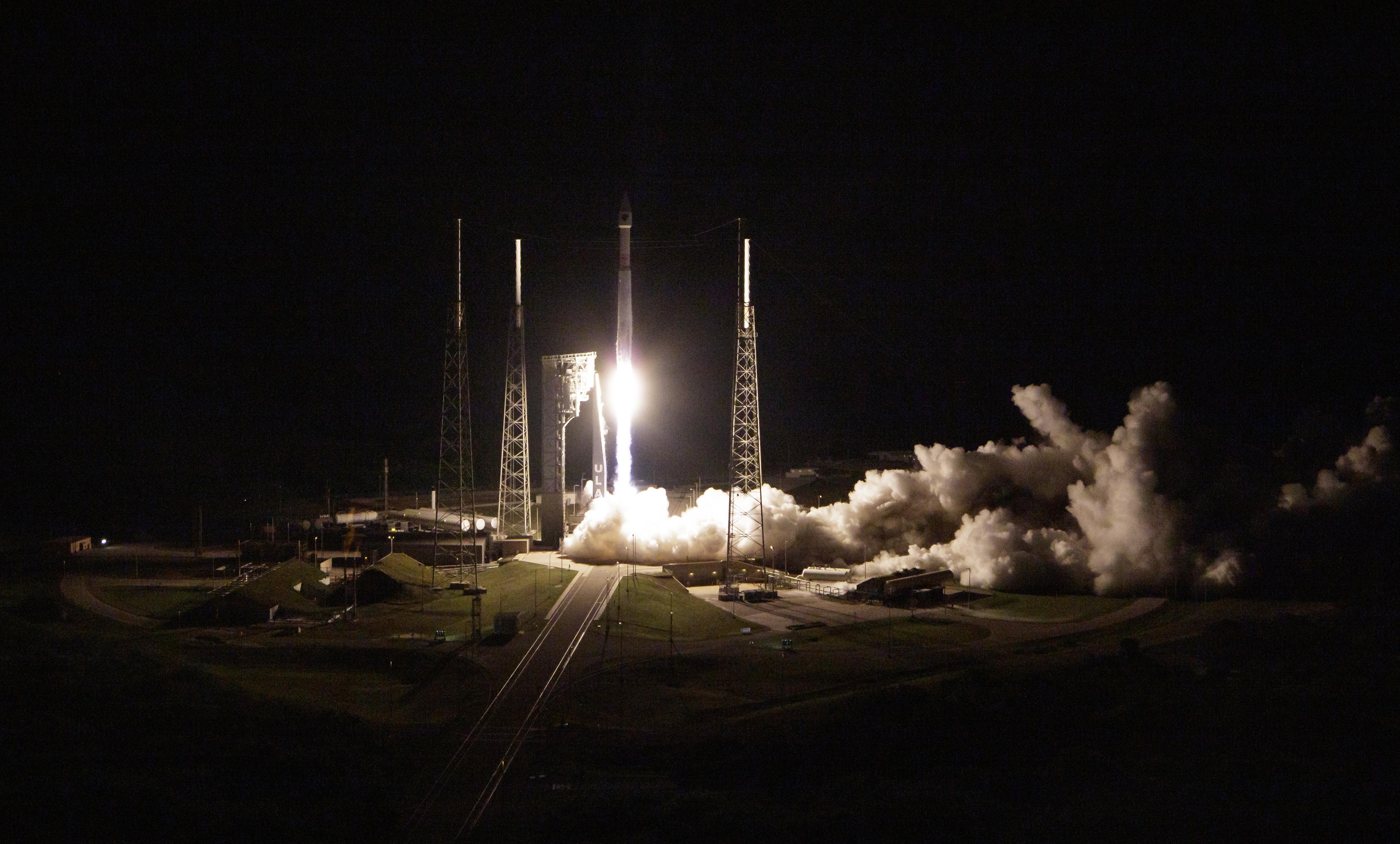
露西號從卡納維拉爾角太空軍基地發射升空。

露西號（Lucy）是美国国家航空航天局用以探測主小行星帶以及7顆木星特洛伊帶小行星的探測器。露西號的小行星探測任務均為飛掠任務。 露西號於2021年10月發射升空，開始為期12年的探測任務。露西号共搭載了三台科學儀器，此外探測器還攜帶了一塊金色牌匾，上面刻著包括披頭四成員在內的許多名人語錄。它於2033年完成任務之後或將繼續在特洛伊小行星和地球軌道之間飛行長達數十萬年之久。 露西號任務耗資九億八千一百萬美元。
露西號於2017年1月4日與靈神星軌道器一同獲美国国家航空航天局批准，分別作為第13次和第14次發現任務。露西號是第一艘訪問特洛伊小行星的探測器。

## 概要
露西號按計劃於2021年10月16日發射。它將在2022年和2024年飛越地球時分别獲得一次重力助推。 接著它將在2025年飛越主小行星帶的小行星52246。2027年露西號將到達木星特洛伊希臘營L4，並且飛越四顆小行星：小行星3548及衛星，小行星15094，小行星11351和小行星21900。 露西號將在2031年前後再次回到地球以便獲得前往木星特洛伊營L5所需要的重力助推。2033年露西號將抵達小行星617和它的衛星墨諾提俄斯（Menoetius）。飛越小行星617可能標誌著露西號任務的結束，但是在那個時點露西號已進入位於L4和L5之間的穩定的六年周期軌道，因此露西號任務有可能被延長。
露西號搭載了三台科學儀器：一台高解析度可見光成像儀，一台彩色成像與紅外線分光儀和一台熱紅外光譜儀。 美國西南研究院行星科學家哈羅德·利維森是露西號任務的首席研究員，美國西南研究院的凱西·奧爾金（Cathy Olkin）擔任副首席研究員。戈達德太空飛行中心負責管理該項計劃。
行星科學十年調查將探索木星特洛伊小行星定為優先目標。地面望遠鏡和廣域紅外線巡天探測衛星均對特洛伊小行星進行了觀測，不過由於從小行星表面反射的太陽光很少，所以非常暗淡。 木星和太陽之間的距離為5.2 AU（780×106 km；480×106 mi），大約是日地距離的五倍。木星特洛伊小行星和太陽之間的距離近似於木星到太陽的距離，但可能更遠也可能更近，取決於這些小行星在其公轉軌道上的位置。木星特洛伊小行星的數量有可能不亞於小行星帶中小行星的數量。

## 沿革
美國國家航空暨太空總署（NASA）通過2014年11月5日發布的發現任務招標公告（Discovery Program AO）挑選了露西號任務。 為了選拔新的發現計劃任務，NASA號召徵集發現計劃的下一次任務提案，露西號任務只是已提交的眾多提案的其中之一。提案徵集截止於2015年2月，提案中的項目計劃須在2021年底前做好發射準備。此次招標一共收到了28份提案。
2015年9月30日，露西號任務成為最終入圍名單上的五項計劃之一，同時入圍的還有达芬奇号探测器，NEOCam，靈神星軌道器以及真相號任務，其中每項提案會獲得三百萬美元資金用於深入的設計研究與分析。 2017年1月4日，露西號和靈神星軌道器計劃成功入選。2019年1月31日，NASA宣布露西號將在2021年10月由擎天神5號運載火箭從佛羅里達州的卡納維拉爾角太空軍基地發射。露西號的發射總成本估計為一億四千八百三十萬美元。 2019年2月11日，SpaceX對聯合發射聯盟承包該項目表示不滿，聲稱它能夠以低得多的成本將露西號送入相同的軌道。2019年4月4日，SpaceX取消了抗議活動。
2020年8月28日，NASA宣布露西號順利通過關鍵決定點-D（Key Decision Point-D）試驗，進入航天器組裝和儀器測試階段。 儘管受到了2019冠狀病毒病疫情的影響，航天器組裝工作仍順利進行。 2020年10月26日，工作人員收到了第一台科學儀器高解析度可見光成像儀 （L'LORRI）。 2021年7月30日，露西號探測器由C-17運輸機空運至佛羅里達州進行發射前的準備工作。2021年9月30日，露西號被裝入火箭的整流罩內。
協調世界時2021年10月16日上午09:34（美國東部時間上午05:34），露西號從卡納維拉爾角太空軍基地成功發射升空。 發射時間正好處在為期23天的發射窗口的開端。

## 命名
探測器以阿法南方古猿标本露西命名，因为研究特洛伊小行星有助于揭开“行星形成的化石”，也就是存在於早期太陽系內，通過吸積過程形成行星和其他天體的物質。 南方古猿露西的名字來自於1967年披頭四樂團的樂曲《露西在綴滿鑽石的天空》。

## 科學儀器

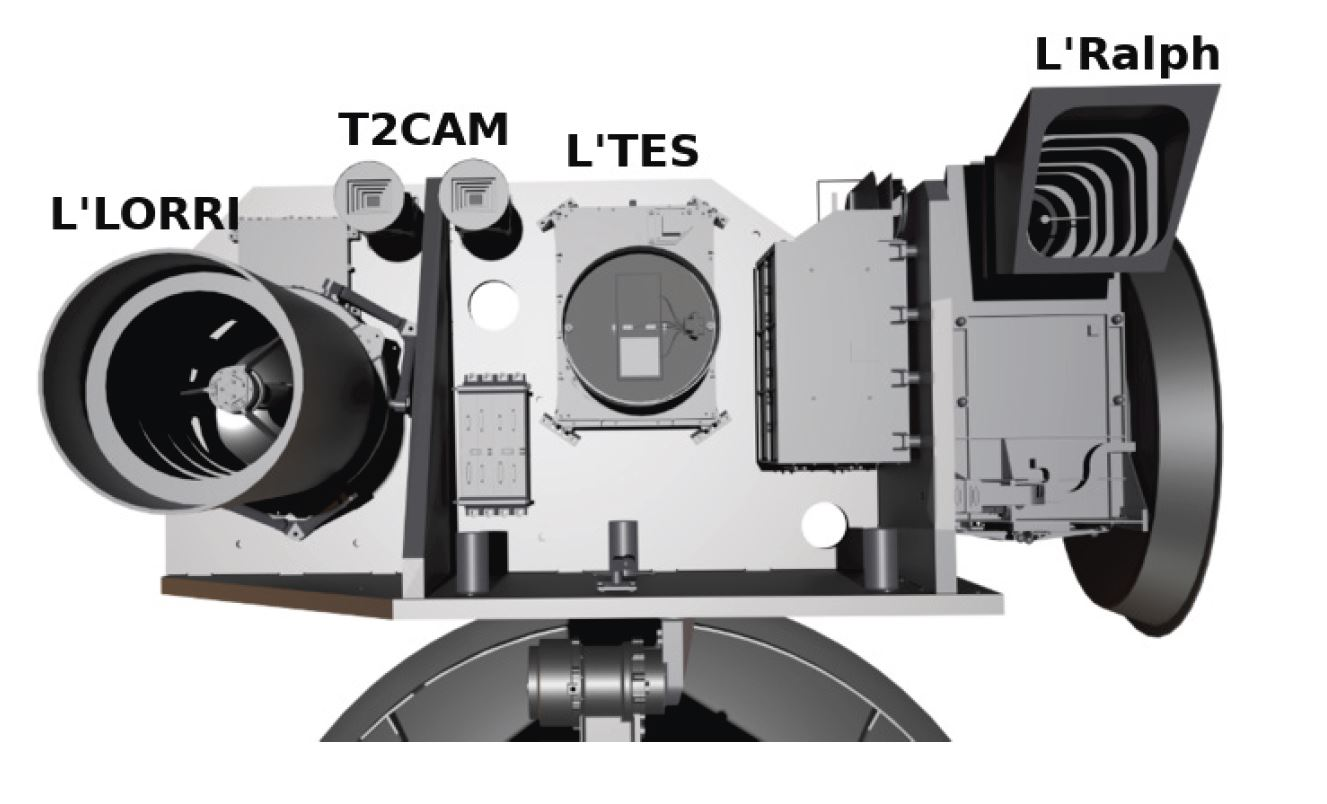
露西號科學儀器平台

露西號攜帶的牌匾上記錄了來自地球人類的20條信息。

露西號攜帶的科學儀器包括：
彩色成像與紅外線分光儀（L'Ralph）
基於新視野號的可見光與紅外線成像光譜儀（Ralph），在戈達德太空飛行中心製造。用於探測小行星表面的矽酸鹽、冰和有機物質。
高解析度可見光成像儀 （L'LORRI）
基於新視野號的長距離探測成像儀（LORRI），在約翰·霍普金斯大學應用物理實驗室製造。它將提供最詳細的特洛伊小行星地表圖像。
熱紅外光譜儀 （L'TES）
在亞利桑那州立大學製造，類似OSIRIS-REx的OTES熱輻射光譜儀。它將對小行星表面的物質結構和組成進行探測。
無線電科學實驗（使用無線電電信硬件）
利用探測器的無線電電信設備和高增益天線衡量多普勒效應從而測量出特洛伊小行星的質量。
其他載荷：
金色牌匾
收錄了露西號的發射日期，發射日期時點的行星位置，關於地球大陸的信息，露西號的航線，二十條來自人類的信息（其中有馬丁·路德·金、卡爾·薩根和披頭四樂團的演講，詩歌和歌詞作品等）。由於露西號並不會離開太陽系或撞毀於地外天體，所以未來的人類將有機會回收這塊牌匾。

## 探測目標

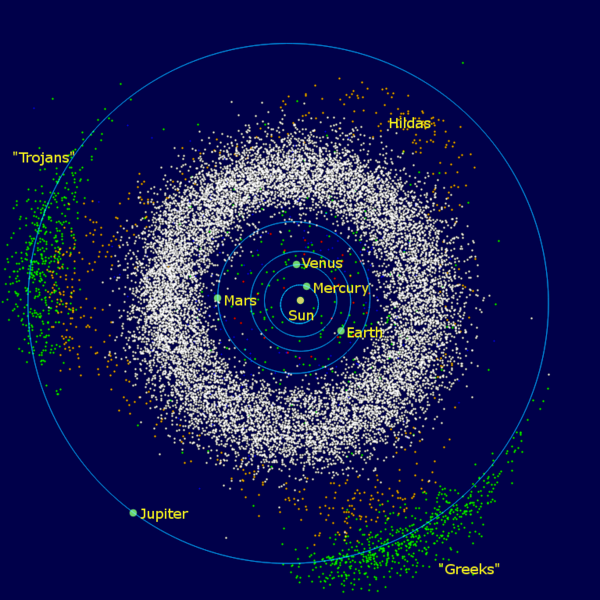
木星及太陽系的小行星
特洛伊小行星·
小行星帶·
希爾達族·
行星的公轉軌道

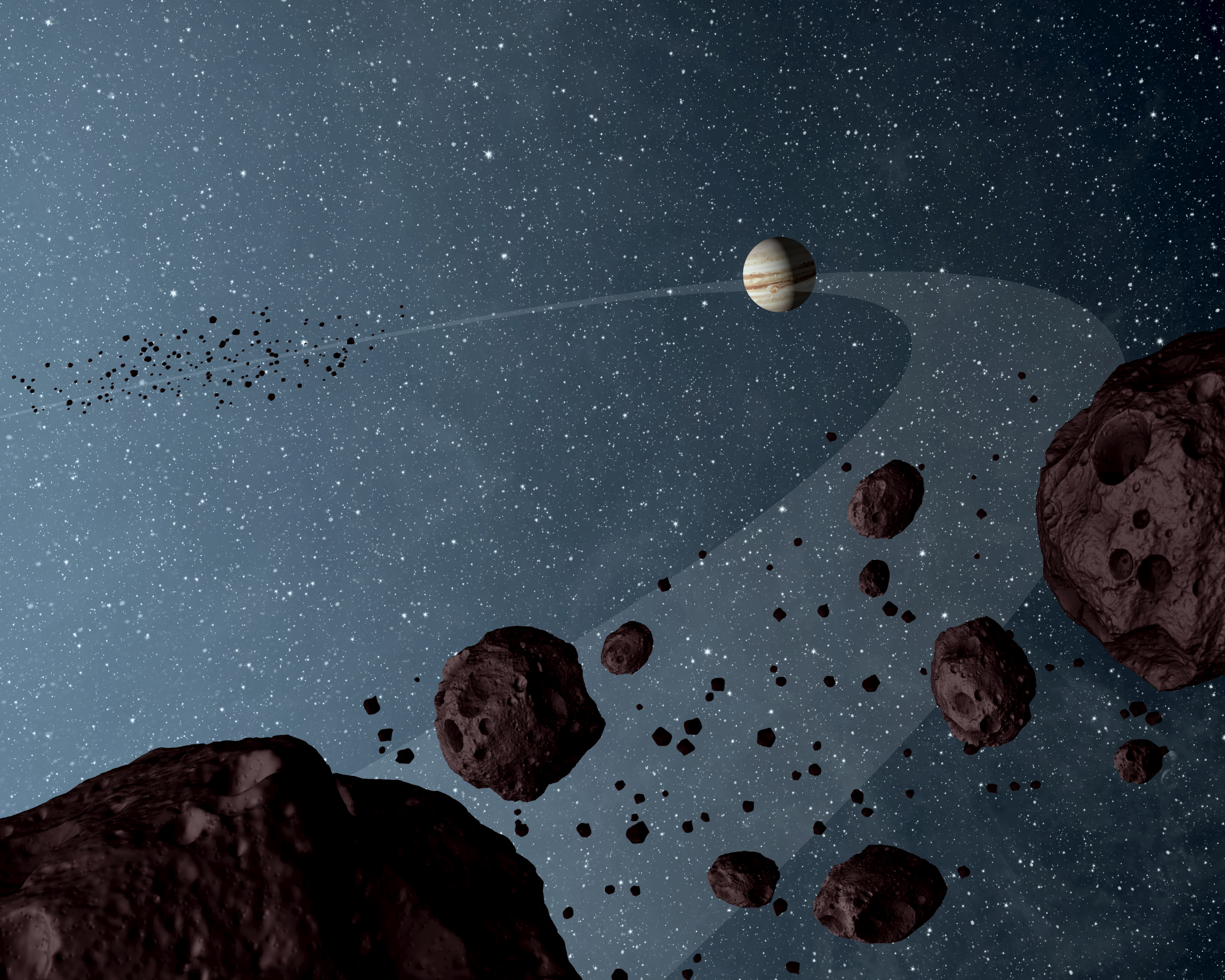
藝術家想象中的特洛伊小行星。

以下為露西號的飛越日期：
| 日期           | 目標                       | 組別             | 直徑                                         | 高度      | 類別                   | 備註                                                                               |
| -------------- | -------------------------- | ---------------- | -------------------------------------------- | --------- | ---------------------- | ---------------------------------------------------------------------------------- |
| 2022年10月16日 | 地球                       | 類地行星         | 12,742公里                                   | 300公里   | 類地行星               | 重力助推。                                                                         |
| 2023年11月1日  | 丁基内什星和丁卫一         | 小行星           | ? 790公尺                                    | 425 公里  | V-型小行星             | 小行星。                                                                           |
| 2024年12月13日 | 地球                       | 類地行星         | 12,742公里                                   | 350公里   | 類地行星               | 重力助推。                                                                         |
| 2025年4月20日  | 小行星52246                | 主小行星帶小行星 | 4公里                                        | 922公里   | C-型小行星             | 一顆位於小行星地帶內層的小行星，庶女星碰撞家族成員。                               |
| 2027年8月12日  | 小行星3548                 | 希臘營 L4        | 小行星3548：64公里 （Queta衛星：1公里）      | 1,000公里 | C-型小行星             | 位於拉格朗日點L4的木星特洛伊。                                                     |
| 2027年9月15日  | 小行星15094                | 希臘營 L4        | 21公里                                       | 415公里   | P-型小行星             | 可能是體積更龐大的P-型小行星的碰撞碎片。因為它呈現紅色，其地表可能含有豐富的托林。 |
| 2028年4月18日  | 琉刻斯星                   | 希臘營 L4        | 34公里                                       | 1,000公里 | D-型小行星             | 慢速旋轉的木星特洛伊，自轉週期為466小時。                                          |
| 2028年11月11日 | 小行星21900                | 希臘營 L4        | 51公里                                       | 1,000公里 | D-型小行星和C-型小行星 | 一種罕見的木星特洛伊，可能是雙小行星。                                             |
| 2030年12月26日 | 地球                       | 類地行星         | 12,742公里                                   | 660公里   | 類地行星               | 重力助推。露西號將成為第一艘到達木星軌道之遙又回到地球附近的的探測器。             |
| 2033年3月2日   | 小行星617-小行星墨諾提俄斯 | 特洛伊營 L5      | 小行星617：113公里 小行星墨諾提俄斯：104公里 | 1,000公里 | P-型小行星             | 一對木星特洛伊雙小行星，以680公里的距離相互環繞。                                  |

## 外部連結
- NASA露西號任務官方網站 （页面存档备份，存于）